# 함낭로
함낭로(Hamnang-ro)는 전북특별자치도 익산시 함라면에서 익산시 여산면을 잇는 90.2km 도로이다

## 주요 경유지
전북특별자치도
- 익산시 (함라면 . 성당면 . 함열읍 . 낭산면 . 여산면)

## 노선
| 이름         | 접속 노선                     | 소재지 | 소재지 | 비고 |
| ------------ | ----------------------------- | ------ | ------ | ---- |
| (이름없음)   | 함라1길                       | 익산시 | 함라면 |      |
| 함라교차로   | 지방도 제711호선 (함안로)     | 익산시 | 함라면 |      |
| 탑고지사거리 | 지방도 제723호선 (백제로)     | 익산시 | 함라면 |      |
| 하와사거리   | 황성로                        | 익산시 | 성당면 |      |
| 간교         |                               | 익산시 | 성당면 |      |
|              | 함열읍                        | 익산시 |        |      |
| 미력육교     |                               | 익산시 |        |      |
| 상시사거리   | 함열로                        | 익산시 |        |      |
| 신성삼거리   | 함열5길                       | 익산시 |        |      |
| 정동오거리   | 국도 제23호선 (익산대로)      | 익산시 |        |      |
| (이름없음)   | 지방도 제724호선 (함열중앙로) | 익산시 |        |      |
| 용기교       |                               | 익산시 | 낭산면 |      |
| 고창삼거리   | 화배길                        | 익산시 | 낭산면 |      |
| 삼지사거리   | 오동정길                      | 익산시 | 낭산면 |      |
| 낭산사거리   | 지방도 제718호선 (진북로)     | 익산시 | 낭산면 |      |
| 석천교       |                               | 익산시 | 낭산면 |      |
| 석천삼거리   | 망성로                        | 익산시 | 낭산면 |      |
| 부엉재       |                               | 익산시 | 낭산면 |      |
| 진터고개     |                               | 익산시 | 여산면 |      |
| 진기삼거리   | 지방도 제799호선 (여강로)     | 익산시 | 여산면 |      |

## 주요 시설및 건물
- 익산교도소 세트장 (함낭로 207/와초리 154-4)
- 알뜰주유소 대선주유소 (함낭로 222/대선리 507-11)
- 현대자동차블루핸즈 함열점 (함낭로 495/와리 161)
- SK에너지허난영주유소 (함낭로 709/용기리 276-4)
- NH농협하나로마트 낭산농협 본점 (함낭로 934/삼담리 554-7)
- 카포스삼부자동차 (함낭로 935/삼담리 556-8)
- 낭산보건지소 (함낭로 939/삼담리 556-10)
- 낭산면행정복지센터 (함낭로 949/삼담리 554-4)
- 낭산우체국(함낭로 955/삼담리 554-13)
- 낭산파출소(함낭로 957/삼담리 554-36)
- CU익산낭산점 (함낭로 1149/석천리 1088-57)
- 고려카공업사 (함낭로 1151/석천리 1088-45)
- SK에너지대한에너지 (함낭로 1152/석천리 1088-10)
- 카포스세림카 (함낭로 1187/석천리 981-6)
- 한국타이어전주총판낭산점 (함낭로 1255/석천리 661)
- 낭산카센터 (함낭로 1255/석천리 661)
- S-OIL하람제일주유소 (함낭로 1267/석천리 690-3)